# Лопес, Рикардо (футболист)
Рика́рдо Ло́пес Фели́пе (исп. Ricardo López Felipe; род. 30 декабря 1971, Мадрид, Испания), более известный как Рика́рдо — испанский футболист, вратарь. Выступал в сборной Испании.

## Карьера

### Клубная
Рикардо прошёл все юношеские команды мадридского «Атлетико», но в главной команде не смог вытеснить Хосе Франсиско Молину и сыграл за неё только один матч.
В 1998 году перешёл в «Реал Вальядолид». В сезоне 2001/02 отыграл все 38 матчей чемпионата без замен, что помогло попасть ему в состав сборной Испании на чемпионат мира 2002, хотя там он не сыграл.
30 августа 2002 года перешёл в английский «Манчестер Юнайтед» за 1,5 миллиона фунтов.
Взятый для подмены Фабьена Бартеза и Роя Кэрролла, Рикардо выходил на поле нечасто. Он сыграл в четырёх матчах Лиги чемпионов и одном матче чемпионата.
23 августа 2003 года перешёл в «Расинг» на правах аренды на один сезон. В следующем сезоне вернулся в «Манчестер Юнайтед», но проиграл борьбу за место в стартовом составе Тиму Ховарду и Рою Кэрроллу. По окончании сезона контракт с ним не был продлён и вратарь на правах свободного агента перешёл в «Осасуну».

### В сборной
В сборной Испании сыграл два матча — 14 ноября 2001 против Мексики и 21 августа 2002 против Венгрии, в обоих случаях заменив Икера Касильяса. Участник чемпионата мира 2002